# Неоархей
Неоархей — геологічна ера, частина архею. Охоплює проміжок часу від 2,8 до 2,5 мільярдів років тому. Датування хронометричне.

## Життя в неоархеї
За неоархею почав синтезуватися кисень. Команді французьких вчених з Паризького інституту геофізики та Національного центру наукових досліджень (Національним центром наукових досліджень) Франції вдалося виявити сліди життя в строматолітах, чий вік становить близько 2,7 млрд років[джерело?]. Виявлена їх істотна схожість зі строматолітами нашого часу — за формою органічних залишків, утворених колонією бактерій.
Ці вапняні відкладення незвичайної форми, що чимось нагадує морську капусту, можливо, були утворені колонією бактерій. Вони виявлені в Австралії (осадкове утворення Тумбіана) на глибині 70 метрів, а також у Південній Африці.
Використання мікроскопів і спектроскопічної техніки дозволило вивчити органічну матерію і мінерали, безпосередньо пов'язані з надрами скель, з точністю до нанометрів, що в тисячі разів дрібніше, ніж роздільна здатність звичайного мікроскопа. За допомогою цієї техніки вдалося дослідити зв'язок між викопними мікроорганізмами та їх вплив на жильні мінеральні породи; так, наприклад, були знайдені нанокристали арагонітів в сучасних строматолітах.[джерело?]